# Catriona maua
Catriona maua är en snäckart som beskrevs av Ev. Marcus och Er. Marcus 1960. Catriona maua ingår i släktet Catriona och familjen Tergipedidae. Inga underarter finns listade i Catalogue of Life.